# Theon Senior (cratère)
Theon Senior (littéralement en français : Théon l'Ancien) est un cratère d'impact lunaire de 18,02 km de diamètre situé dans le quadrangle LAC-78, au nord-ouest du cratère Delambre, à environ 130 km à l'est de Lade (en), et à environ 70 km au sud de D'Arrest. Il forme une paire assortie avec Theon Junior, à environ deux cratères de diamètre au sud-sud-est. Il a été nommé en référence au philosophe et mathématicien grec Théon de Smyrne,,.

## Description
Ce cratère est circulaire et en forme de cuvette, avec seulement un petit plancher au centre des parois intérieures à forte pente. Le cratère semble relativement jeune, car il montre peu de signes d'érosion dus à des impacts. Theon Senior fait 18,02 km de diamètre, avec une distance entre son bord et le fond de 3 470 m et une superficie d'environ 250 km2. Le cratère s'est formé à l'Ératosthénien, qui a duré de 3,2 à 1,1 milliard d'années,.

## Cratères satellites
Par convention, ces structures sont identifiées sur les cartes lunaires en plaçant la lettre sur le côté du point médian du cratère le plus proche de Theon Senior.
| Theon Senior | Latitude | Longitude | Diamètre |
| ------------ | -------- | --------- | -------- |
| A            | 0.2° S   | 15.4° E   | 5 km     |
| B            | 0.2° N   | 14.1° E   | 6 km     |
| C            | 1.4° S   | 14.5° E   | 6 km     |

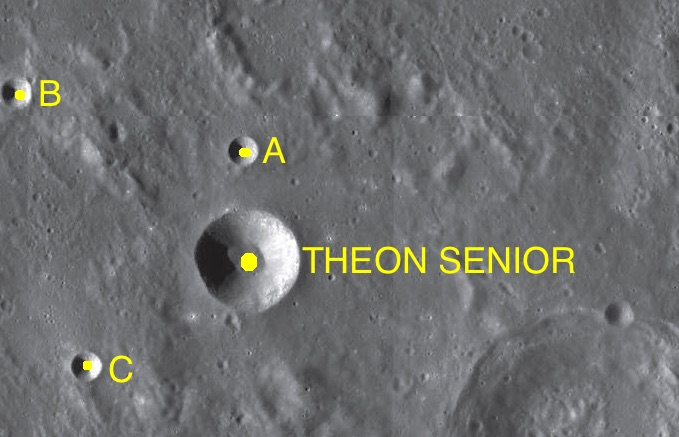
Cratère satellites de Theon Senior
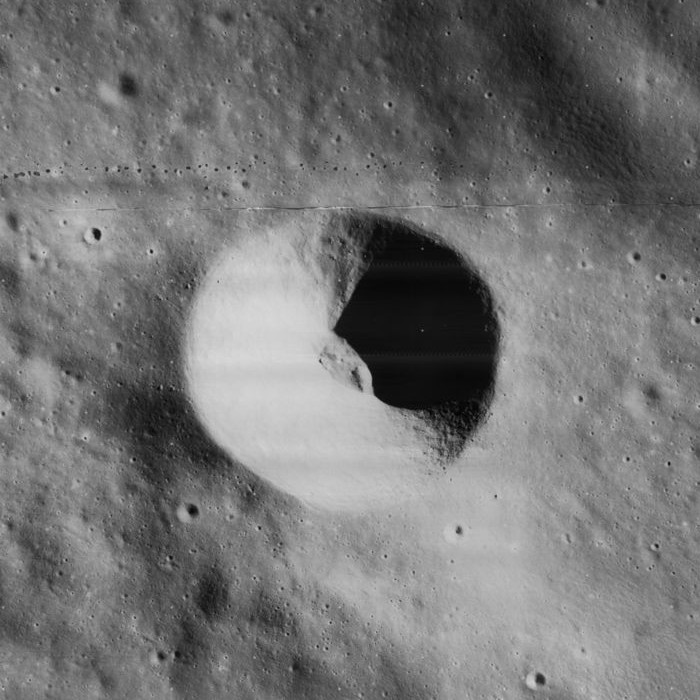
Theon Senior C